# Özlem Özçelik
Özlem Özçelik (née İşseven le 1er janvier 1972 à Karşıyaka) est une ancienne joueuse turque de volley-ball. Elle mesure 1,91 m et jouait au poste de centrale. Elle a totalisé 312 sélections en équipe de Turquie.

## Clubs
| Club                 | De        | À         |
| -------------------- | --------- | --------- |
| Güneş Sigorta        | 1990-1991 | 1992-1993 |
| Eczacıbaşı Istanbul  | 1993-1994 | 1994-1995 |
| Emlakbank Ankara     | 1995-1996 | 1996-1997 |
| Eczacıbaşı Istanbul  | 1998-1999 | 2004-2005 |
| Dinamo Moscou        | 2005-2006 | 2005-2006 |
| Fenerbahçe Istanbul  | 2006-2007 | 2007-2008 |
| Türk Telekom Ankara  | 2008-2009 | 2008-2009 |
| Galatasaray Istanbul | 2009-2010 | 2010-2011 |
| Beşiktaş İstanbul    | 2011-2012 | 2011-2012 |

## Palmarès

### Équipe nationale
- Championnat d'Europe
  - Finaliste : 2003.

### Clubs
- Championnat de Turquie
  - Vainqueur : 1993, 1994, 1995, 1996, 1999, 2000, 2001, 2002, 2003.
- Coupe de Turquie
  - Vainqueur : 1996, 1999, 2000, 2001, 2002, 2003.
- Championnat de Russie
  - Vainqueur : 2006.
- Top Teams Cup
  - Vainqueur : 1999.
- Coupe de la CEV
  - Finaliste : 1996.

### Distinctions individuelles
- Championnat d'Europe de volley-ball féminin 2005: Meilleure contreuse[1].